# Prostorne (Prostorne), Djankoi
Prostorne (în ucraineană Просторне) este localitatea de reședință a comunei Prostorne din raionul Djankoi, Republica Autonomă Crimeea, Ucraina.

## Demografie
Componența lingvistică a localității Prostorne
     Rusă (74,24%)
     Ucraineană (16,69%)
     Tătară crimeeană (7,88%)
     Alte limbi (0,65%)
Conform recensământului din 2001, majoritatea populației localității Prostorne era vorbitoare de rusă (74,24%), existând în minoritate și vorbitori de ucraineană (16,69%) și tătară crimeeană (7,88%).